# 宮永正好
宮永 正好（みやなが まさよし）は、江戸時代の農学者。
宮永正運の長男として越中国砺波郡下川崎村（現在の富山県小矢部市下川崎）に生まれた。生年不詳も、安永元年（1772年）頃と推定、没年も不詳。恒右衛門と称したが、父正運の跡をついで、六代目宮永十右衛門正好となり、加賀藩の山廻役を勤めた。文化11年（1814年）に長男正作（七代目宮永十左衛門）に家督と加賀藩の山廻役を譲った。その後、文化13年（1816年）に『農業談拾遺雑録』を著した。これは、父正運の著書『私家農業談』の補足版ともいえる内容で、農家の分限、稲作、裏作、河川による水害などに備え、貯蓄と救荒の必要性を説いた。『農政全書』『斉民要術』など多くの農書を引用し、土台にしているが、砺波地方の経済事情や習慣をふまえ注釈をつけている｡また、父正運が養蚕についての老農の話などをまとめていた聞き書きを1冊に書き写し、まとめて『養蚕私記』を宮永正運著として世に出した。